# Annie Laine
Annie Laine (* 1995 in Fulda) ist eine deutsche Schriftstellerin.

## Leben und Wirken
Nach dem Realschulabschluss absolvierte Laine eine Ausbildung, anschließend arbeitete sie ein halbes Jahr auf der Kanareninsel Teneriffa. Während sie einen Buch-Blog ins Leben rief und ein Studium im Buchhandel/Verlagswirtschaft absolvierte, veröffentlichte sie 2017 mit Romina. Tochter der Liebe ihr Erstlingswerk, das bei Carlsen Dark Diamonds, einem digitalen Label des Carlsen Verlags, erschien.
Mit der Modern Princess-Reihe gelang ihr der Durchbruch unter dem Label Impress. Inzwischen ist sie ebenfalls als Selfpublisherin tätig.
Seit ihrem Studienabschluss arbeitet sie als Buchhändlerin in der Buchstadt Leipzig.

## Werke

### Einzelbände
- Romina. Tochter der Liebe[4] (Carlsen Dark Diamonds – 28. Juli 2017)

### Reihen
Love like a Fairytale
- Cinderellas Prinzessin[5] (Moments Verlag – 7. September 2017)
- Rapunzels Märchen[6] (Moments Verlag – 11. Januar 2018)

Modern Princess
- Highschool Princess. Verlobt wider Willen[7] (Carlsen Impress – 1. März 2018)
- College Princess. Bürgerlich verliebt[8] (Carlsen Impress – 4. Oktober 2018)
- Crown Prince. Zofen küsst man nicht[9] (Carlsen Impress – 7. März 2019)

Santa Barbara High
- Frag nicht nach Liebe[10] (Books on Demand – 29. Mai 2019)
- Träum nicht von Liebe[11] (Books on Demand - 1. Juli 2020)

Witch
- How to be a Witch[12] (Books on Demand - 1. Oktober 2019)
- Never mess with a Witch[13] (Books on Demand - 28. Februar 2020)

Silvershade Academy
- Verborgenes Schicksal[14] (Carlsen Impress - 29. Oktober 2020)
- Brennende Zukunft[15] (Carlsen Impress - Frühjahr 2021)